# 釋慧門

## 生平

慧門法師

慧門禪師, 俗姓江，1942年4月15日生於台灣嘉義縣大林鎮溝背里。為臨濟宗第42代及曹洞宗第48代傳人。創辦佛教力行學院、佛教解脫道研修所，並創立百丈山力行禪寺
。

### 教育
- 1954大林鎮三和國小畢業
- 1957縣立大林中學初中部畢業
- 1961省立嘉義中學高中部畢業
- 1966國立中興大學農藝學系畢業
- 1970國立中興大學糧食作物研究所畢業（專精生物統計及實驗設計）

### 經歷
- 1967～1968國立中興大學農藝學系助教
- 1970～1971國立屏東農專農藝科講師
- 1971～1973淡水工商專校兼任講師
- 1974～1978 國立中興大學農藝學系兼任講師
- 1978～1979 東海大學畜牧學系兼任講師
- 1979～1981 國立中興大學農藝學系兼任副教授
- 2002～2003 國立台東師院通識中心兼任副教授
- 2004～2006 國立台東大學特殊教育學系兼任副教授

### 服務
- 1973～1982 台北市東區國際獅子會兩任祕書、三任副會長、會長
- 1982～1985 國際獅子會300A分區主席、專區副監督、區務副監督
- 1985～1987 國際獅子會300A2創區秘書長、次督
- 1974～2000 救國團台北市團委會常委、召集人、指導委員計27年

### 佛法潛修
- 1980～1991 潛修各種禪法暨深入經藏12年

### 剃度
- 1991年4月15日，於佛光山禮星雲大師出家

## 開創
- 1993年1月 於台北士林外雙溪賃屋設立如來禪蓬
- 1993～1996 四年間舉辦各類禪修營共276梯次，約計兩萬餘人參加

主要傳授方法：
擇簡傳授漢傳、南傳、藏傳等實用法門，融入大自然運轉變化，藉機觀修返照，消融自我意識，於日用中得受用。

### 傳承
1995年8月14日	承接上明下暘和尚傳授
	臨濟42世法脈（法名：定通）    
	曹洞48世法脈（法名：復達）

### 佛法教學
1997年1月1日	創辦佛教力行學院與佛教解脫道研修所
（於花蓮縣壽豐鄉鹽寮村慈蓮寺興辦，2001.12.31遷往水璉村）

### 主要傳授方法
1. 南傳、天臺等禪觀法門
2. 大圓滿禪定休息
3. 觀心地法門（《壇經》為導，《大乗本生心地觀經》為行）
4. 看話參禪法門

## 建叢林
2002年1月1日	創百丈山力行禪寺
（延續佛教力行學院與佛教解脫道研修所之設立）	

### 主要傳授方法
擇精融合南傳、藏傳、漢傳各家禪法，鞏固看話參禪參究內涵，化繁為簡，轉難為易，令行者加速突破探究行深的困境。

### 改制
2018年1月1日 
百丈山力行禪寺改制為「財團法人花蓮縣百丈山力行禪寺」

佛教力行學院與佛教解脫道研修所合併改制為「力行禪宗大學」

### 拓展開創
- 2017年6月28日 成立新加坡國際禪宗協會（本寺方丈演中和尚任會長）
- 2018年1月1日  設立百丈山國際參禪中心（吉隆坡）
- 2019年1月1日  創立百丈山國際參禪中心（台北）
- 2019年9月1日  承接河南洛陽區宜陽縣五花寺
- （敦請耀徹法師任住持、融道法師任監院）
- 2019年12月8日  舉辦2019百丈山禪宗傳燈研習營

### 傳法
2013年12月1日～2022年12月31日 傳授：

```
臨濟43世及曹洞49世法嗣共110位

* 比丘23位
* 比丘尼1位
* 檀那83位
* 追諡比丘1位
* 追諡檀那2位
```

## 弘法主七

### 1991～2020
主持海內外演講、研討會、工作坊、禪七等活動及青少年潛能開發禪修營共1,766場，計5,628日次（不包含大學學分授課、佛學院授課及電視台錄製兩百廿餘集課程）：

#### 1. 主持演講、工作坊、研討會共829場，計829日

##### 演講
- 國內外不同講題之演講654場，計654日。
- 國內外各大學之演講22場，計22日。

##### 研討會
- 心理輔導及其他講題之研討會41場，計41日。

##### 工作坊
- 112場，計112日。

#### 2. 主持國內外參禪活動共937場，計4,799日

##### 主持參禪活動
- 禪十14期
- 禪九46期
- 禪八25期
- 禪七397期（禪七以上共482期，計3,533日）
- 禪六13期
- 禪五104期
- 禪四28期
- 禪三16期
- 禪二214期
- 禪一80期（禪六以下共455期，計1,266日）

以上場次以青少年為主的禪修活動共計252場，計874日。

#### 3. 除本山冬制禪七外，禪師足跡踏遍馬來西亞、新加坡、印尼、美國、加拿大、澳洲、紐西蘭、法國、德國、中國大陸大江南北各大城小鎮及香港。
- 1993年在台北外雙溪設立如來禪蓬及禪修學院，定期與不定期主持各種禪修活動。並應邀於社會各界團體從事禪修指導及教化輔導實務工作，主持各級學校教育行政人員、教師、學生的潛能開發禪修營，也到各地區監獄從事宗教教化事業。
- 1997年在花蓮辦佛教力行學院及佛教解脫道研究所，致力於培植僧才的教育，隔年創立百丈山力行禪寺。
- 2002年起，每年在花蓮力行禪寺主持兩次連續十期禪七，並把禪法落實到心理治療的領域[2]。
- 2004年由於應邀至世界各國主持禪七[3]，改為固定於每年12月1日起，在花蓮主持連續七至九期禪七，參加者來自美、加、紐、澳、中、星馬以及台灣各地。
- 2014年起，於台北每月一次的二日禪修，固定在北投普濟寺舉行(捷運新北投站)。在台灣受托承辦六十多次，總計兩萬多人次的“學生潛能開發禪修營”,並向六千多位新任校長和老師教授禪修課程。在星馬地區，動輒數千人聽演講、成百上千人實際參加禪修; 中國清華大學、武漢大學等紛紛邀請演講，並在六祖寺、北京朝陽寺、天寧寺等道場舉辦禪七。禪師所舉辦之禪學營及工作坊，已達六百多梯次，教化數以萬計的信眾。

## 開示、演講、工作坊教學主題
匯整1993～2021同類教學主題如下：

### 禪修主題
1. 〈禪觀有情世界〉系列
2. 〈一個解脱自在的法門–放下〉及工作坊
3. 〈刨開煩惱的根–自我〉及工作坊
4. 〈觀情緒照念頭的禪法〉及工作坊
5. 〈去我執轉煩惱的實用禪法〉及工作坊
6. 《大圓滿禪定休息》系列
7. 〈身心眼三不動口訣〉
8. 錄製《大圓滿禪定休息》（一、二）100集（法界衛星電視教學）
9. 〈飛躍看話禪〉系列
10. 〈參禪轉入深妙七次第〉
11. 〈切與不動〉
12. 〈永嘉玄覺初心處〉
13. 〈高峰原妙參究的過程〉
14. 錄製《借殼指月–飛躍看話禪》（一、二、三）100集（法界衛星電視教學）
15. 〈從現在起你一定要認識看話參禪〉（影音視頻）
16. 錄製〈念佛參禪〉（佛衛電視台電視教學）
17. 〈佛教禪定學〉
18. 〈般若思想〉
19. 〈釋義禪觀《大乗本生心地觀經》〉系列
20. 〈釋義觀修《圓覺經》〉系列
21. 〈祖師禪的關棙子〉
22. 〈看話禪的參究原理〉系列
23. 〈航向空性之河–無我空的立論及其禪修方法〉系列
24. 〈參禪會走火入魔嗎〉
25. 〈怎樣從修定得智慧〉
26. 〈四念住〉釋〈念佛參禪〉
27. 〈阿賴耶識迷悟圖〉系列
28. 〈八識心的運作模式〉
29. 〈白居易‧八漸偈〉
30. 〈除障大法〉系列（一、二、三）及工作坊
31. 〈轉化煩惱痛苦與恐懼的禪法〉及工作坊
32. 〈禪密除障大法〉及工作坊
33. 〈行深度苦證智〉系列及工作坊
34. 〈離心意識參–力行心經空五蘊〉及工作坊
35. 〈離心意識破疑情〉
36. 〈看話參禪說壇經〉（其一曾應武漢大學哲學院之邀作兩場專題演講）
37. 〈《壇經‧坐禪》內涵〉
38. 〈釋義《壇經‧識智偈》〉
39. 〈不再執著–從《金剛經》「應無所住而生其心」說起〉系列及工作坊
40. 〈揭開生命的密碼–從「應無所住而生其心」說起〉系列及工作坊
41. 〈海闊天空 換個角度〉及工作坊
42. 〈看話行深入耳根圓通〉及工作坊
43. 〈解結〉
44. 〈千里結穴說看話〉（曾發表於香港中國文化研究院主辦首屆「亞洲禪學研討會」）
45. 〈看話參禪溯源表〉系列
46. 〈辨正看話參禪〉
47. 〈《佛說見正經‧深思生死》〉
48. 〈直觀深思探究〉
49. 〈看話參禪〉系列及工作坊
50. 〈見本來面目〉系列
51. 〈禪宗指掌〉系列
52. 〈看話參禪作工夫〉系列
53. 〈至道無難〉系列（〈從〔惠能〕的「不思善不思惡正與麼時 哪個是…」看「至道無難」〉、〈從《碧巖錄》第二則 「趙州至道無難–老僧不在明白裡」看「至道無難」〉）
54. 〈肇論‧物不遷論〉系列
55. 《禪鏡語》系列
56. 〈諸佛現全身〉
57. 〈參禪法要〉系列及釋疑
58. 〈德清論話頭〉
59. 〈話頭關棙〉
60. 〈師設話頭〉
61. 〈危機即禪機〉
62. 〈活化公案話頭〉
63. 〈宗門逼拶絕活〉
64. 〈水潦、夾山和尚悟道因緣〉
65. 〈日常生活中如何起疑情〉
66. 〈中間自孤處起疑情〉
67. 〈中間自孤處如何作工夫〉
68. 〈關鍵時刻猛回頭〉
69. 〈頓入如是–從《金剛經》如是說起〉系列
70. 〈觀參「夢幻泡影」的禪法〉
71. 〈泄、滯、洩〉系列
72. 〈心理時間及空間的變化〉系列
73. 〈心理空間的物理變化〉系列
74. 〈解構心理結構的物理變化，及其引起生理結構的化學變化〉系列
75. 〈活化回家路〉
76. 〈歸零-幸福快樂的泉源〉
77. 〈談心〉
78. 〈開心話家常〉
79. 〈心地遊蹤〉工作坊
80. 〈禪游法海–漫談修行路〉
81. 演講對談〈心淨則國土淨〉（應香港中文大學人間佛教研究中心舉辦〈慧眼看人間〉系列講座之邀）
82. 訪問慧門禪師（《新禪風》「百位高僧訪談」現場直播）
83. 百丈山禪宗傳燈研習營
84. 〈參禪釋疑〉系列
85. 〈探竿影草〉系列
86. 〈參禪最忌諱預設立場〉系列

### 心理健康主題
1. 〈自閉症研討會〉授課及實作（應嘉義縣教育局之邀至水上國小授課）
2. 〈嚴重情緒障礙及過動症兒童的身心整合治療–禪的觀點與技術〉及工作坊（應台東大學特殊教育系之邀）
3. 〈春風活動心靈淨化禪修營〉（與花蓮縣警察局少年隊合辦三梯次）
4. 〈禪修讓你走出身心官能症的陰影〉
5. 〈禪的進境在輔導上之應用〉及工作坊（應中國心理學會與台灣心理輔導協會之邀，赴四川成都參加「第三屆海峽兩岸心理輔導會議」，並主持工作坊」）
6. 〈撥心點睛禪療法〉及工作坊
7. 〈拋開煩惱的根〉及工作坊
8. 〈壓力爆表時〉及工作坊
9. 〈壓力爆表時——禪與減壓〉（中國武漢工程大學流芳校區專題演講及工作坊）
10. 〈舒解轉化壓力的禪法〉及工作坊
11. 〈看話參禪與心理健康〉及工作坊
12. 〈以看話禪為心理治療之利器〉及工作坊（應「第四屆海峽兩岸心理輔導論壇」之邀於廈門主持工作坊、另應國立新加坡大學佛學社之邀演講及實作）
13. 〈以看話參禪轉化壓力〉及工作坊
14. 〈禪與心理健康〉工作坊（應中國武漢大學120週年校慶百場高端學術報告會之邀，作專題演講及主持工作坊）
15. 〈禪與心理治療〉及工作坊
16. 〈禪與自我療癒〉及工作坊
17. 〈禪與情緒管理〉及工作坊
18. 〈禪除壞脾氣〉及工作坊
19. 〈提昇EQ與AQ的禪法〉及工作坊
20. 〈解開心結〉及工作坊
21. 〈禪法於教育上的運用〉及工作坊
22. 〈禪修與心靈治療–心靈修養事業在東部地區的發展〉（應經建會之邀）
23. 〈看破無明見心性〉（應國立東華大學通識教育中心、科技部人文社會科學研究中心主辦「心性與心理的對話」本土學術研討會之邀）

### 生死覺醒實作主題
1. 〈自由入、住、出生命的關卡–禪的終極力用與解脫〉
2. 〈死神來了怎麼辦？〉
3. 〈死亡你知多少？〉
4. 〈生死一線〉
5. 〈生死事大〉
6. 〈生死交煎 生大死大〉
7. 〈受生死棒喝 見本來面目〉
8. 〈斬斷生死魔根〉
9. 〈岀三界了生死〉
10. 〈從死亡恐懼中觀照自己〉
11. 〈灑脫生死間–暢談古今安寧醫療照護的智慧〉
12. 〈瀟灑走一回〉
13. 〈一路好走–如何得善終〉
14. 〈跨越臨終–如何得解脫〉
15. 〈臨終贖命法〉
16. 〈『話療』於安寧照護實務運用之可行性〉（應「邁向高齡化社會佛教臨終關懷的使命與願景」研討會之邀）
17. 主持〈死神來了怎麼辦─禪修在臨終關懷之運用〉工作坊（蓮花基金會主辦）
18. 主持〈『話療』於安寧照護實務運用〉工作坊（蓮花基金會主辦）

### 其他主題
1. 〈毗盧遮那七支坐法〉（小冊及影音示範檔）
2. 〈九接佛風〉（影音示範檔）
3. 〈皈依的意義〉
4. 〈漢傳佛教教育沿革檢討〉（應中國北京「兩岸第二屆佛學教育座談會」之邀）
5. 〈來，追隨古今大師的步伐–送窮迎福去！離苦得樂去！〉及工作坊
6. 〈念佛入心 入心念佛〉

## 著作
1. 《禪觀有情世界》
2. 《大圓滿禪定休息》（一）
3. 《大圓滿禪定休息》（二）
4. 《毘廬遮那七支坐法》
5. 《借殼指月–飛躍看話禪》（一）
6. 《借殼指月–飛躍看話禪》（二）
7. 《借殼指月–飛躍看話禪》（三）
8. 《借殼指月–飛躍看話禪》（四）
9. 《借殼指月–飛躍看話禪》（五）
10. 《看話參禪法要》
11. 《看話參禪作工夫》
12. 《疑情轉壇經》
13. 《慧門禪師行誼記事》

## 影音DVD（專題系列演講）
- 看話參禪法要(一~三)、
- 看話參禪溯源表、
- 壓力爆表時、
- 不再執著、
- 死神來了怎麼辦、
- 八漸偈、
- 行深度苦證智、
- 看話參禪說壇經、
- 毘盧遮那七支坐法 +九接佛風、
- 航向空性之河、
- 自由入住出生命的關卡、
- 提昇EQ與AQ的禪法、
- 撥心點睛禪療法、
- 念佛參話頭七招＋德清論話頭、
- 永嘉玄覺 初心處、
- 以看話禪為心理治療之利器 、
- 看話禪的參究原理、
- 阿賴耶識迷悟圖、
- 辨證看話參禪、
- 參禪決疑集MP3、

## 外部連結
- 百丈山力行禪寺 （页面存档备份，存于）

| 書名                          | 初版日期 | 國圖編號 (ISBN)        |
| ----------------------------- | -------- | ---------------------- |
| 《禪觀有情世界》              | 1997.06  | ISBN 978-986-83563-0-6 |
| 《大圓滿禪定休息》（一）      | 2000.08  | ISBN 957-518-119-0     |
| 《大圓滿禪定休息》（二）      | 2001.06  | ISBN 957-518-123-9     |
| 《毘廬遮那七支坐法》          | 2001.05  | --                     |
| 《借殼指月–飛躍看話禪》（一） | 2004.09  | ISBN 978-957-518-149-9 |
| 《借殼指月–飛躍看話禪》（二） | 2004.10  | ISBN 978-957-518-150-5 |
| 《借殼指月–飛躍看話禪》（三） | 2004.10  | ISBN 978-957-518-151-2 |
| 《借殼指月–飛躍看話禪》（四） | 2006.10  | ISBN 978-957-518-161-1 |
| 《借殼指月–飛躍看話禪》（五） | 2010.01  | ISBN 978-986-83563-1-3 |
| 《看話參禪法要》              | 2012.08  | ISBN 978-986-83563-2-0 |
| 《看話參禪作工夫》            | 2017.04  | ISBN 978-986-83563-5-1 |
| 《疑情轉壇經》                | 2018.12  | ISBN 978-986-83563-6-8 |
| 《慧門禪師行誼記事》          | 2023.03  | ISBN 978-986-83563-7-5 |